# Fractura boxerului
Fractura boxerului, este denumirea comună pentru fractura colului celui de-al cincilea os metacarpian.

## Cauze
Cauza este impactul pumnului cu un corp tare (zid, ușǎ)

## Tratament
Fractura este adeseori angulată și în cazurile grave necesită fixare cu agrafe.
Prognoza este buna și timpul de vindecare este în jur de 12 săptămâni.